# Primera Air Scandinavia
Primera Air Scandinavia var ett isländskt charterflygbolag, som 2003-2008 hette JetX. Flygbolaget bedrev trafik från Skandinavien och Irland till Sydeuropa och flög enbart med Boeing-flygplan. Primera Air var en del av Primera Travel Group. Bland annat flög man för den svenska reseoperatören Solresor som också ingick i Primera Travel Group. Flygningarna började i maj 2007 och kapaciteten var cirka 135 000 passagerare per år. Primera Air begärde sig själva i konkurs den 2 oktober 2018.
2008 bildades Primera Air Scandinavia med Billund i Danmark som bas.
Inför sommarsäsongen 2009 omregistrerade Primera Air huvuddelen av sin flotta till det danska luftfartsregistret och Primera Air Scandinavia. Sommaren 2009 tog bolaget beslutet att stänga Göteborgsbasen inför vintern 2009/10. Den fackliga organisationen Unionen samt Primera Air Scandinavia tvistar fortfarande om de uteblivna semesterersättningar för den uppsagda kabinpersonalen [källa behövs].
Flygplansflottan bestod av sex stycken Boeing 737NG varav fem Boeing 737-800 och en Boeing 737-700.

## Flotta
(1 januari 2010)
| Registrering | Målning                 | Typ                    |
| ------------ | ----------------------- | ---------------------- |
| OY-PSA       | Primera Air Scandinavia | Boeing 737-8Q8 Winglet |
| OY-PSB       | Primera Air Scandinavia | Boeing 737-8Q8 Winglet |
| OY-PSC       | Primera Air Scandinavia | Boeing 737-86N Winglet |
| OY-PSD       | Primera Air Scandinavia | Boeing 737-86N Winglet |
| OY-PSE       | Primera Air Scandinavia | Boeing 737-8Q8 Winglet |
| OY-PSF       | Primera Air Scandinavia | Boeing 737-7Q8 Winglet |